# Белокони (Новосанжарский район)
Белокони (укр. Білоконі) — село, Полузорский сельский совет, Новосанжарский район, Полтавская область, Украина.
Код КОАТУУ — 5323484602. Население по данным 1987 года составляло 80 человек.
Село ликвидировано в 1999 году.
Село находилось на левом берегу пересыхающей реки Полузерка, выше по течению на расстоянии в 1,5 км расположено село Твердохлебы (Решетиловский район), ниже по течению на расстоянии в 1,5 км расположено село Дмитренки,
на противоположном берегу — село Чередники (Решетиловский район).